# محمد قصاص
محمد قصاص (عربی: محمد علي قصاص؛ زادهٔ ۱ ژوئیهٔ ۱۹۷۶) بازیکن فوتبال اهل لبنان بود.
از باشگاه‌هایی که در آن بازی کرده‌است می‌توان به باشگاه ورزشی النواعیر، باشگاه ورزشی صفا، باشگاه ورزشی النجمه لبنان، باشگاه ورزشی العهد، باشگاه ورزشی الرمثا، و باشگاه فوتبال القادسیه عربستان سعودی اشاره کرد.
وی همچنین در تیم‌های ملی فوتبال زیر ۲۳ سال لبنان و لبنان بازی کرده‌است.